# Eufemia (principessa)
Eufemia (in russo Ефимия?; Costantinopoli, ... – Kiev, 7 maggio 1107) è stata una nobile bizantina.
Della donna è menzionata unicamente la data di morte nella Cronaca degli anni passati, essendo stata la seconda moglie di Vladimir II di Kiev.

## Biografia
Fu una dama di corte di nobili origini, presumibilmente bizantine o greche. Di lei si sa solo che nel 1099 sposò Vladimir II e da lui ebbe tre figli:
- Jurij Dolgorukij di Kiev;
- Roman Vladimirovič, principe di Volinia (morto il 6 gennaio 1119);
- Andrej Vladimirovič, principe di Volinia (11 luglio 1102-1141).

e tre figlie:
- Agafija Vladimirovna;
- Eufemia II di Kiev (morta il 4 aprile 1139), che sposò Colomanno d'Ungheria;
- Eudossia, di cui non si sa nulla.